# Zakopane

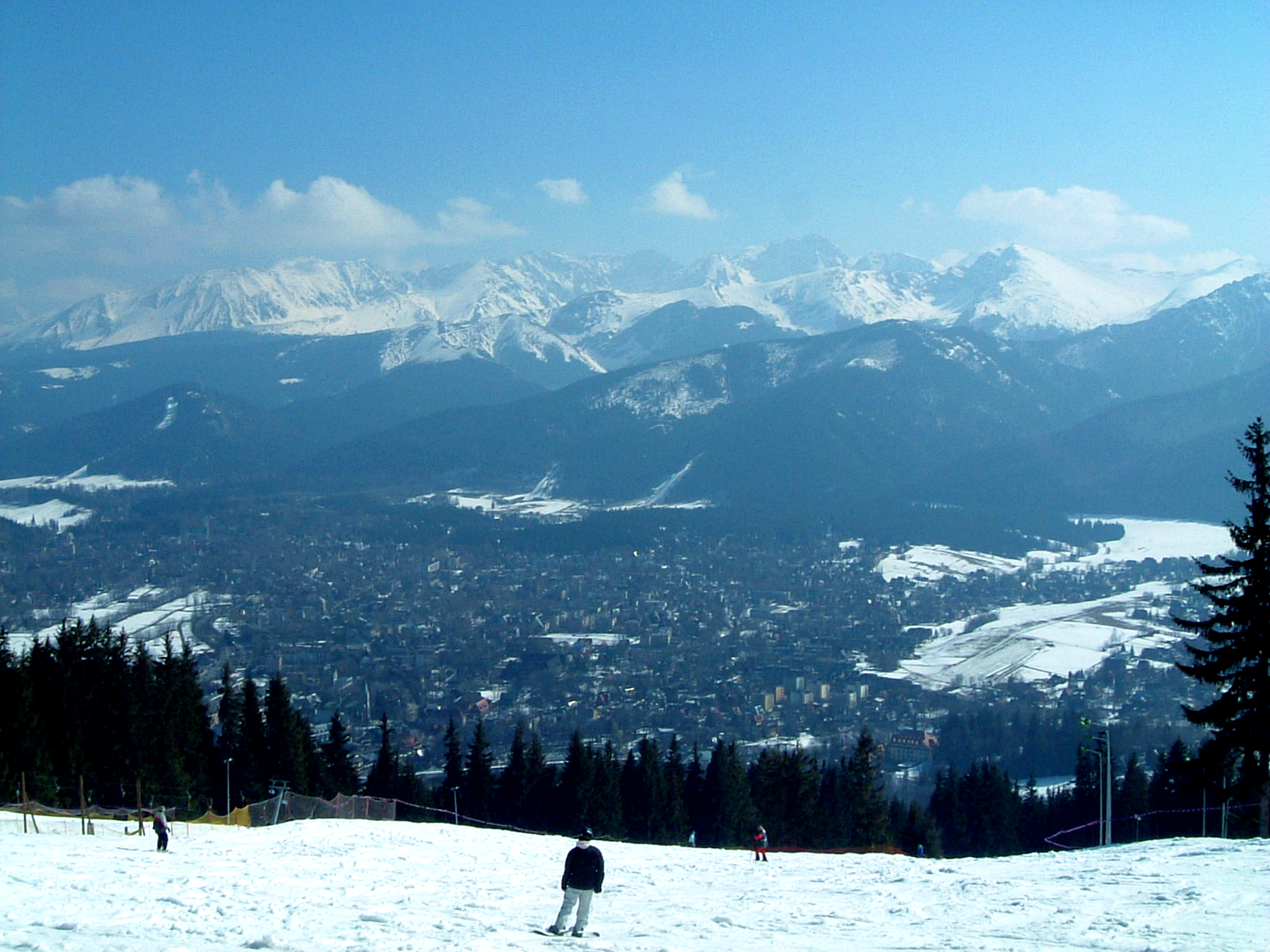
Zakopane aan de voet van de Hoge Tatra, gezien van Gubałówka

Zakopane of Zokopane (Podhale Goral) is een stad in het uiterste zuiden van Polen met een kleine 28.000 inwoners, gelegen in het woiwodschap Klein-Polen. Het is het wintersportcentrum bij uitstek in Polen en een geliefd uitvalsoord voor wandelaars in de Tatra.
Lang was Zakopane niet meer dan een klein bergdorpje. Zo is bekend dat er in 1646 niet meer dan 43 inwoners waren. Pas in het midden van de 19e eeuw begon Zakopane als stad in betekenis toe te nemen en begon toeristen en kunstenaars uit het 100 km noordelijker gelegen Krakau aan te trekken. In 1889 telde de stad 3000 inwoners. Vanaf die tijd was het stadje ook makkelijker bereikbaar door een treinverbinding.
Tussen 3 januari 1795 en 11 november 1918 hoorde Zakopane bij Oostenrijk. Het was door de Derde Poolse Deling bij Oostenrijk gekomen en door het einde van de Eerste Wereldoorlog kwam het bij de nieuw gevormde staat Polen.
De stad ligt op een hoogte van 800 meter aan de voet van de berg Giewont en aan de rivier Witte Dunajec. Tegenwoordig trekt de stad vele toeristen, er zijn talrijke hotels en pensions. Door de typerende bouwstijl van de Podhale met houten huizen en veel houtsnijwerk, heeft het stadje nog steeds een dorps karakter. Ook Villa Atma, het huis waar de componist Karol Szymanowski woonde van 1930 tot 1936, is zo'n houten huis met rijk snijwerk. De villa herbergt nu een aan Szymanowski gewijd museum.
De plaatselijke bevolking, die in Polen de Górale (= bergbewoners) genoemd worden, hecht sterk aan tradities. Op straat is vaak een kapela te horen die de voor de streek traditionele muziek speelt. In de stad is een museum gevestigd, het Muzeum Tatrzańskie ("Tatramuseum"), waar in een gerestaureerd herenhuis uit deze periode een beeld wordt gegeven via permanente en tijdelijke tentoonstellingen van het leven in de negentiende eeuw.
Buiten de stad ligt een kunstijsbaan genaamd Tor Cos. Hier is in februari 2009 het WK schaatsen voor junioren verreden. In 1939 zijn de Wereldkampioenschappen alpineskiën in Zakopane georganiseerd.

## Bekende inwoners
- Karol Szymanowski, componist
- Stanisław Ignacy Witkiewicz (ook bekend als Witkacy), schilder en schrijver
- Sebastian Karpiel-Bułecka, zanger
- Krystyna Pałka, biatlete
- Kamil Stoch, skispringer
- Rudolf Weigl, immunoloog en hoogleraar biologie

## Stedenbanden
- Bavel, Nederland
- Siegen, Duitsland

## Galerie

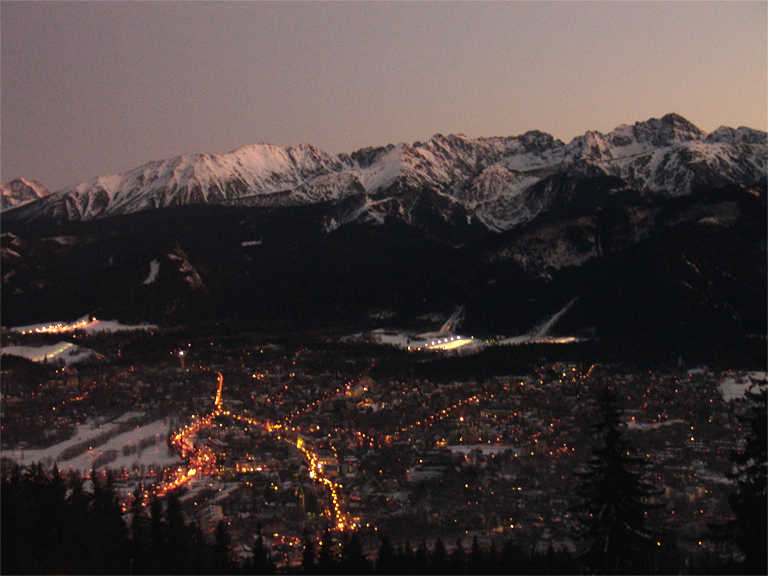
Zakopane
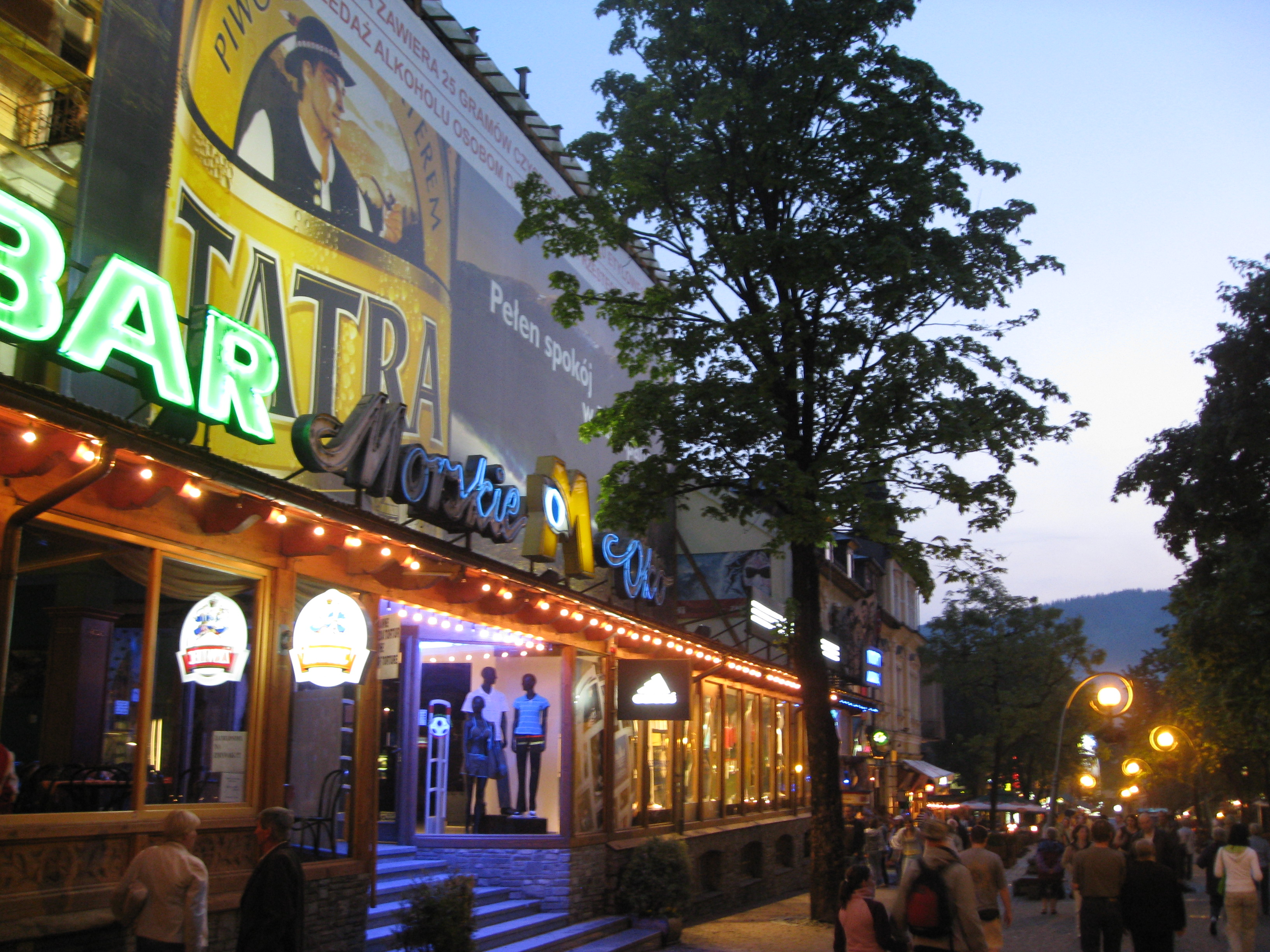
Krupówki, de centrale verkeersvrije straat in Zakopane
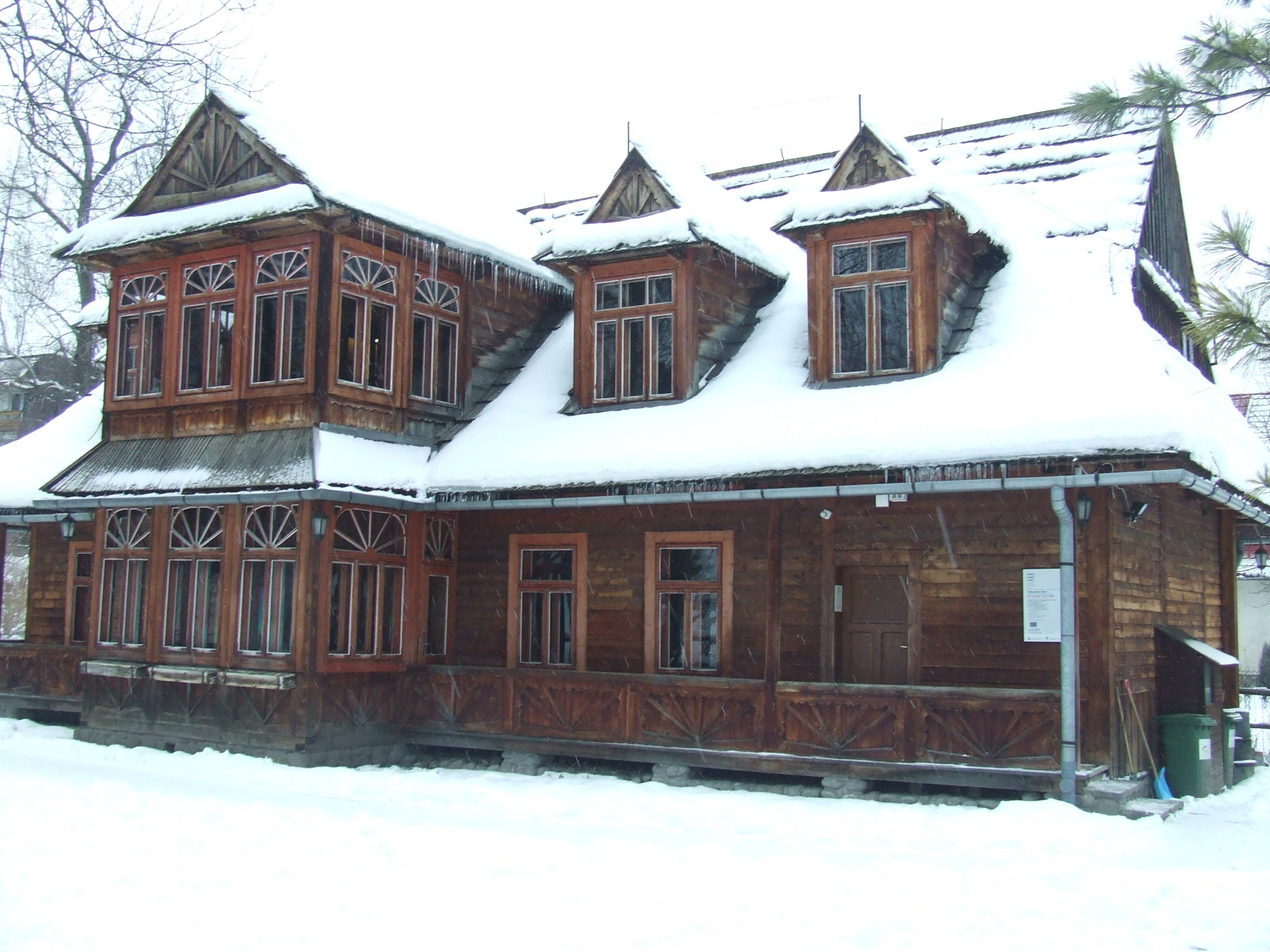
Villa Atma, het Karol Szymanowski-museum
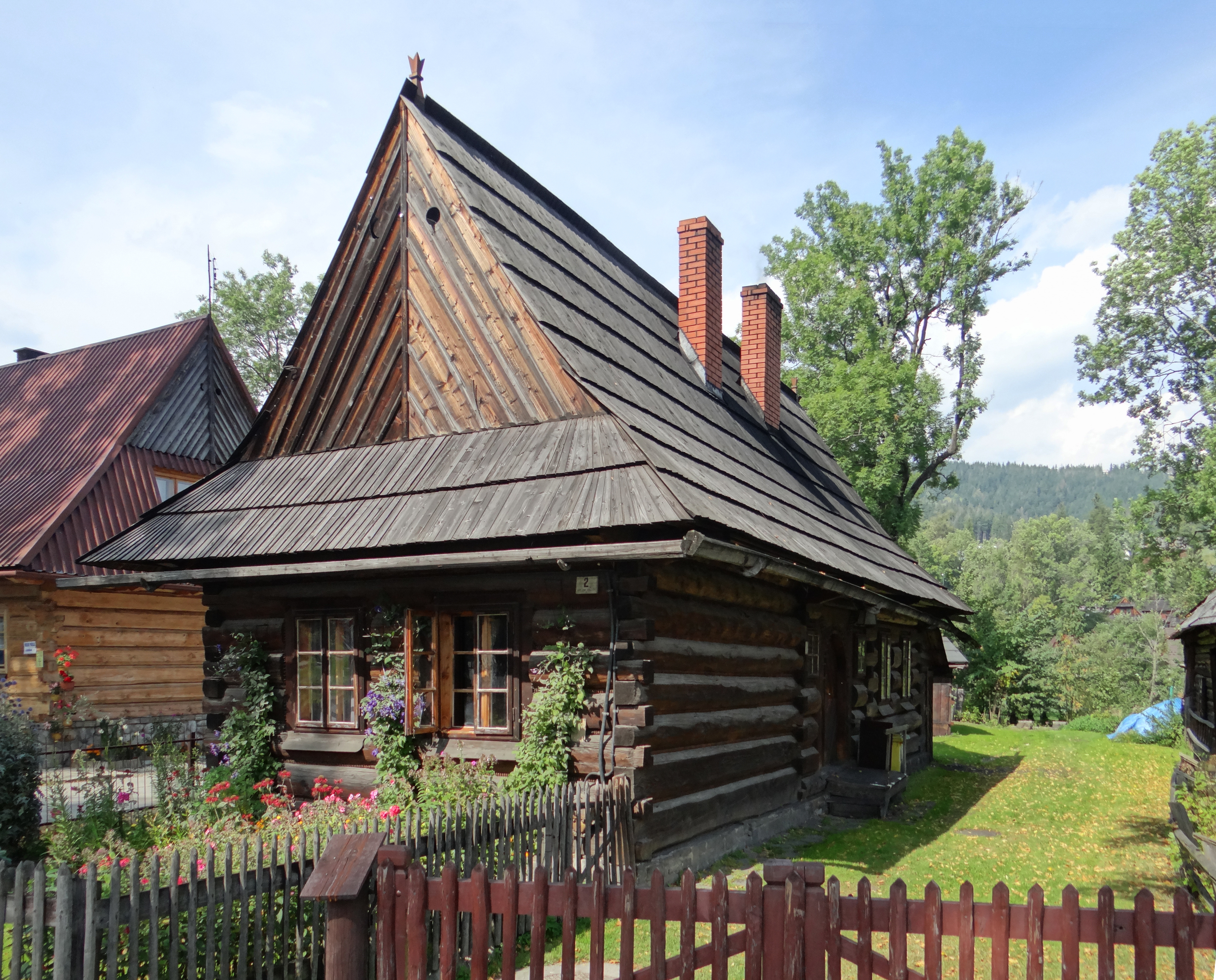
Houten huis
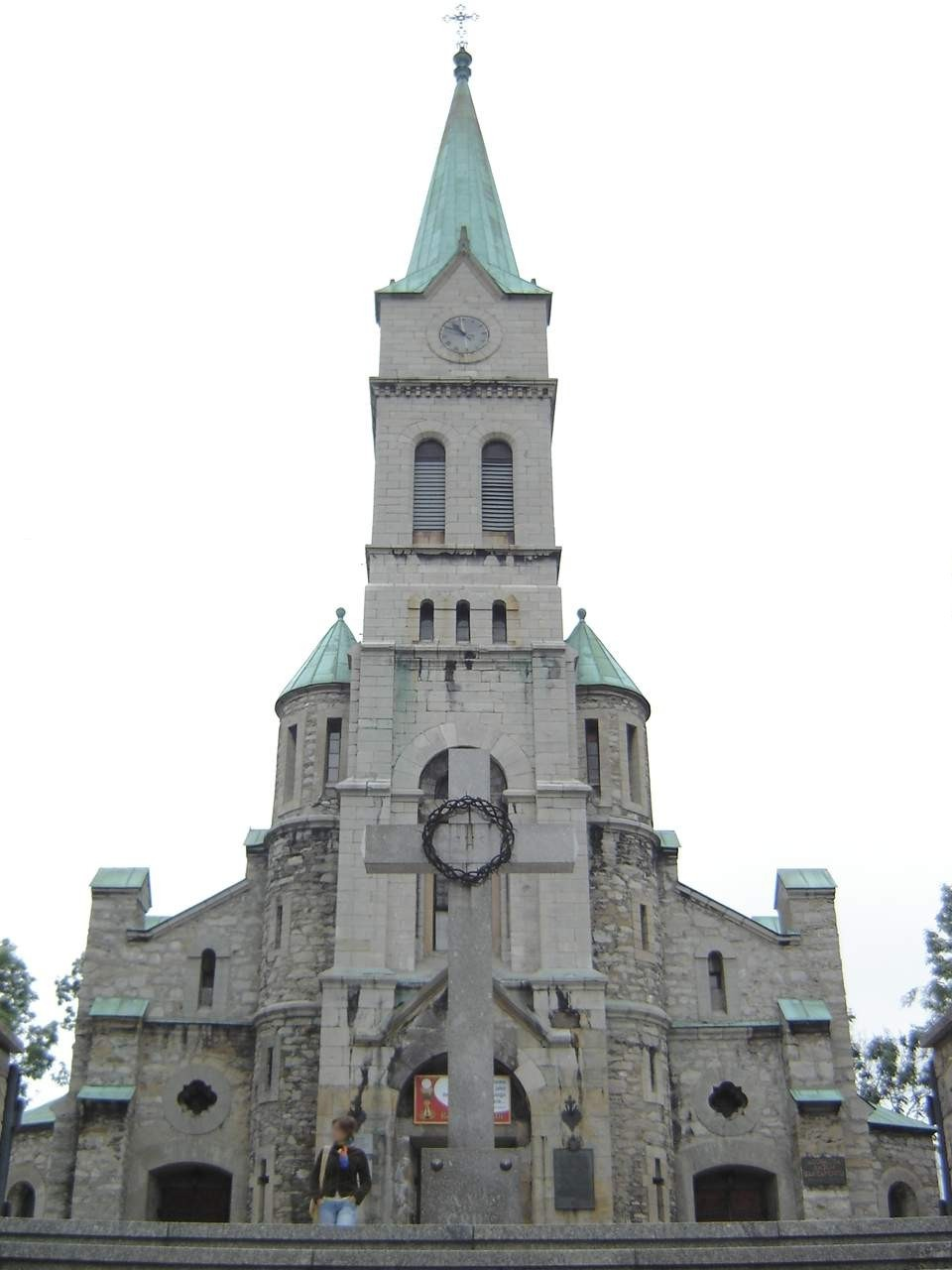
Kerk van de Heilige Familie
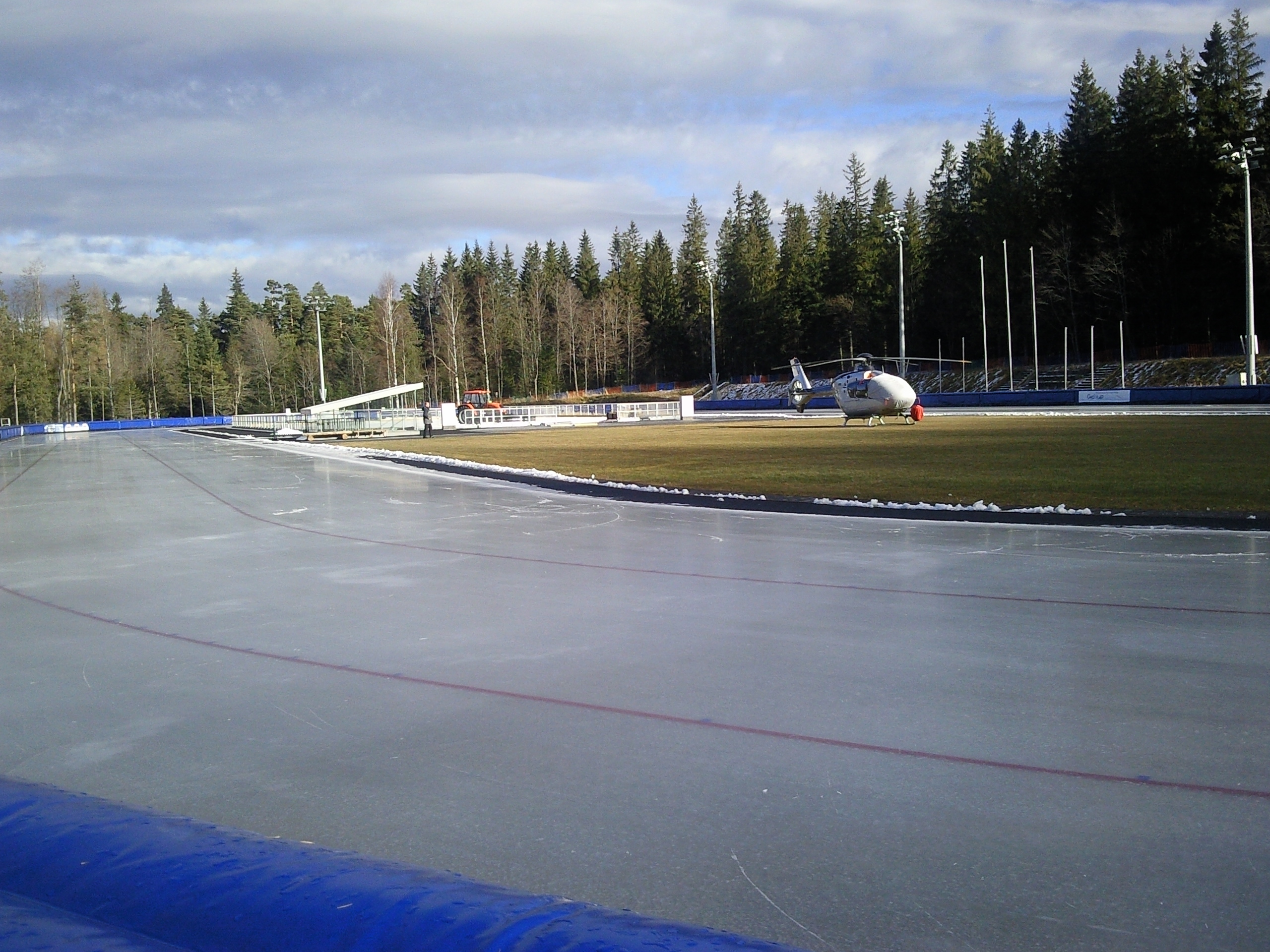
Tor Cos, de ijsbaan van Zakopane

Stadsdistricten:
Krakau (Kraków) · Tarnów · Nowy Sącz

Districten:
Bochnia · Brzesko· Chrzanów · Dąbrowa Tarnowska · Gorlice · Krakau · Limanowa · Miechów · Myślenice · Nowy Sącz · Nowy Targ · Olkusz · Oświęcim · Proszowice · Sucha · Tarnów · Tatra · Wadowice · Wieliczka

Grootste steden:
Bochnia · Chrzanów · Gorlice · Krakau · Nowy Sącz · Nowy Targ · Olkusz · Oświęcim · Tarnów · Zakopane